# Michèle Barzach
Michèle Barzach (ur. 11 lipca 1943 w Casablance) – francuska polityk, lekarka i psychoanalityk, działaczka społeczna, deputowana krajowa i posłanka do Parlamentu Europejskiego III kadencji, w latach 1986–1988 minister delegowana ds. zdrowia i rodziny.

## Życiorys
Urodziła się w rodzinie żydowskiej zamieszkującej w Afryce Północnej. Ukończyła studia medyczne na Uniwersytecie Paryskim, specjalizowała się w zakresie ginekologii. Od 1970 do 1986 praktykowała w zawodzie lekarza ginekologa, a także psychoanalityka. Opublikowała dwie książki. Zaangażowała się w działalność polityczną w ramach Zgromadzenia na rzecz Republiki i Unii na rzecz Ruchu Ludowego. Od marca 1986 do maja 1988 pozostawała ministrem delegowanym ds. zdrowia i rodziny przy Philippie Séguinie w drugim rządzie Jacques’a Chiraca, zaangażowała się wówczas w promocję walki z AIDS. W latach 1988–1990 wykonywała mandat posłanki do Zgromadzenia Narodowego, a od lipca do listopada 1989 także do Parlamentu Europejskiego. Od 1989 do 1995 pozostawała radną i zastępcą mera Paryża. Po zakończeniu kadencji w 1995 zajęła się działalnością humanitarną w ramach organizacji Lekarze Świata i fundacji założonej przez GlaxoSmithKline, zabiegała także m.in. o wprowadzenie parytetów wyborczych. Była zatrudniona w strukturach Banku Światowego i Światowej Organizacji Zdrowia. W latach 2012–2015 kierowała francuskim biurem UNICEF.
W 2020 w mediach pojawiły się wobec niej oskarżenia o pomaganie w ramach pracy zawodowej oskarżanemu o pedofilię pisarzowi Gabrielowi Matzneffowi, została przesłuchana w tej sprawie.

## Życie prywatne
W 2003 wyszła za mąż za Jacques’a Lebasa, byłego dyrektora Lekarzy Świata.

## Odznaczenia
W 2008 odznaczona Legią Honorową IV klasy.